# Elektrischer Verbraucher
Die gebräuchliche Sammelbezeichnung Elektrischer Verbraucher steht für ein elektrisches Bauelement oder ein Elektrogerät, eine Elektroanlage oder eine ganze Produktionsstätte, wenn zum Ausdruck gebracht werden soll, dass darin elektrische Energie in eine andere Energieform umgewandelt werden soll. Mit dem gewollten Energieverbrauch zur Gewinnung der jeweiligen Nutzenergie wird ungewollt weitere Energie als Abwärme verbraucht.
Unternehmen und Privathaushalte werden im Kontext der Elektrizitätsversorgung auch kurz als Verbraucher oder Stromkunden bezeichnet, Privathaushalte sind sowohl im elektrotechnischen als auch im juristischen Sinne Verbraucher.
Elektrische Verbraucher beziehen überwiegend die Elektroenergie aus dem Stromnetz. Aber auch bei einer Speisung aus Akkumulatoren, Batterien oder Generatoren wird von elektrischen Verbrauchern geschrieben wie beispielsweise in Kraftfahrzeugen.
Im technischen Sinn sind alle Vorrichtungen elektrische Verbraucher, die Elektroenergie in andere Energieformen oder andere Formen elektrischer Energie umwandeln und daraus unmittelbar oder mittelbar einen Nutzen erzielen. Der elektrische Strom wird dabei jedoch nicht verbraucht – er fließt in einem Stromkreis zurück zum Stromerzeuger. Verbraucht wird vielmehr die Energie, die in dem Strom steckt. Kennzeichnend für elektrische Verbraucher ist neben der Stromstärke eine elektrische Spannung zwischen seinen Anschlüssen. Diese stimmt in ihrer Zählrichtung gemäß dem Verbraucherzählpfeilsystem mit der Stromrichtung und Energieflussrichtung überein.
Unterteilt nach den erzeugten Energieformen können elektrische Verbraucher unter anderem sein:
- Licht: Lampen, Leuchtmittel, Scheinwerfer, Lasergeräte
- Schall: Geräte der Unterhaltungselektronik, elektrische Musikinstrumente, Sirenen
- Wärme einschließlich Infrarotstrahlung: Heizlüfter, Lötkolben, Toaster, Nachtspeicheröfen, elektrische Strahlungsheizungen
- andere Art von Strahlung: Mikrowellenherde, Sendeanlagen, Röntgen-, Plasma- und Ultraviolettquellen
- mechanische Energie: Elektromotoren, elektrisch angetriebene Maschinen, Elektrofahrzeuge, elektrische Pumpen, Krane, Handgeräte
- chemische Energie: Elektrolyseanlagen, Akkumulatoren beim Laden
- andere Form elektrischer Energie: Transformatoren, Netzteile, Stromrichter, Messwandler
- mehrere dieser Energieformen in der Informationsverarbeitung und Kommunikationstechnik: Fernseher, Computer, Telefon, Router

Der Satz: „Physikalisch gesehen kann Energie nicht verbraucht werden“ gilt nur in einem geschlossenen System.